# Nyctegretis
Nyctegretis é um gênero de mariposa pertencente à família Crambidae.